# Janina Appelqvist
Janina Appelqvist (Yanina Appelqvist) (z domu Kędzierska) (ur. 21 maja 1917 w Górze, zm. 5 października 1997 w Sztokholmie, Szwecja) – polska i szwedzka tancerka i aktorka.

## Życiorys

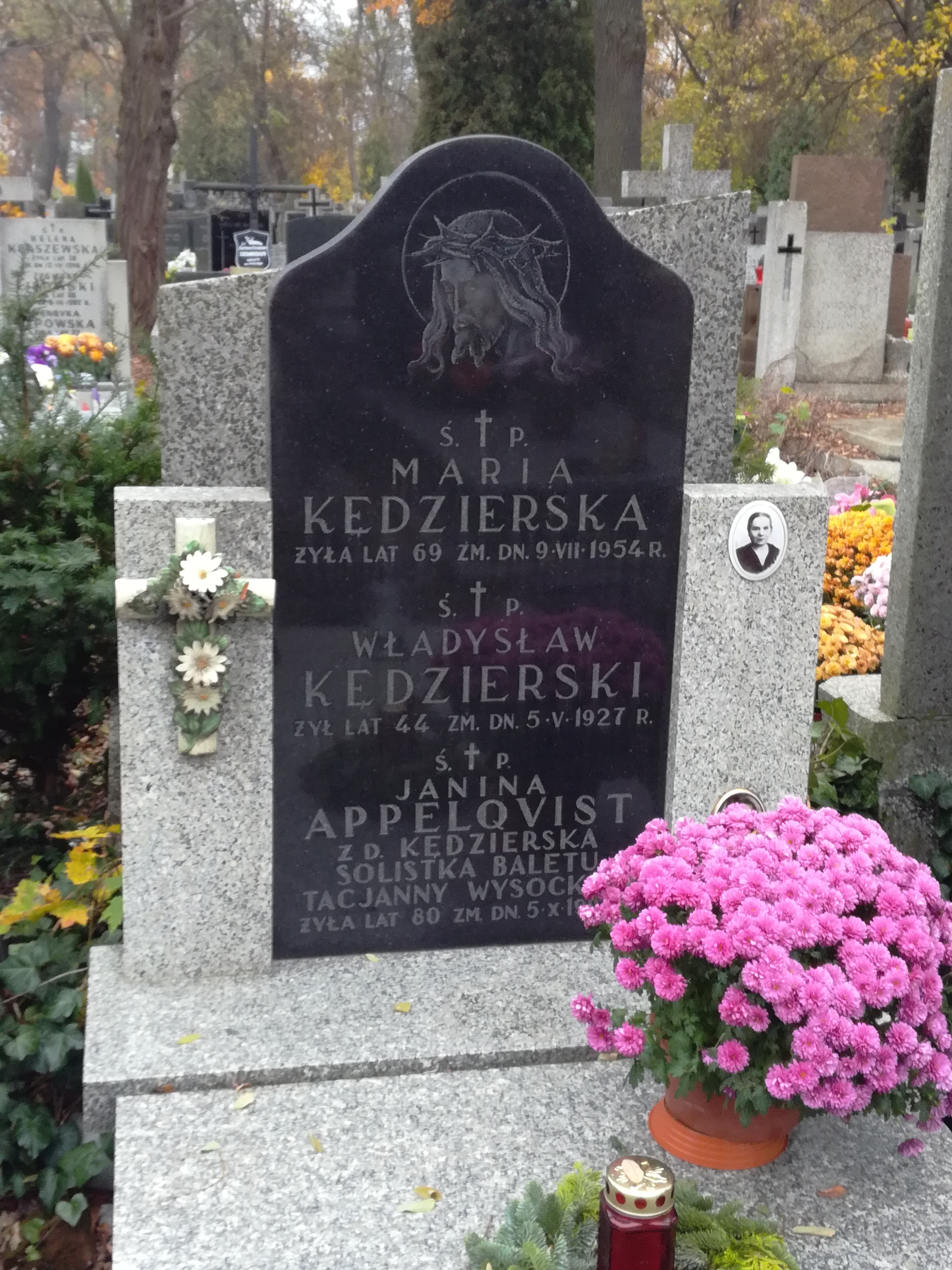
Grób Janiny Appelqvist na cmentarzu Bródnowskim

Urodziła się jako Janina Kędzierska, karierę rozpoczęła w Balecie Tacjanny Wysockiej. W 1933 uczestniczyła w I Międzynarodowym Konkursie Artystycznego Tańca Solowego w Warszawie. Po II wojnie światowej zamieszkała w Szwecji, gdzie poślubiła Ragnara Appelqvista. Została aktorką, występując używała pseudonimu Cathérine Gora. 
Pochowana na cmentarzu Bródnowskim (kw. 26D, rząd II, grób 11).

## Filmografia
- Främmande hamn (1948);
- Kyssen på kryssen (1950);
- La rage au corps (Hets i kroppen) (1954).